# Catherine Caughey
Catherine Mary Caughey, MBE  (* 8. Dezember 1923 in Eldoret, Kenia; † 12. April 2008 in Auckland, Neuseeland) war eine britisch-neuseeländische Informatikerin und Ergotherapeutin. Sie arbeitete während des Zweiten Weltkriegs am Colossus-Computer zum Entschlüsseln von Codes in Bletchley Park.

## Leben und Werk

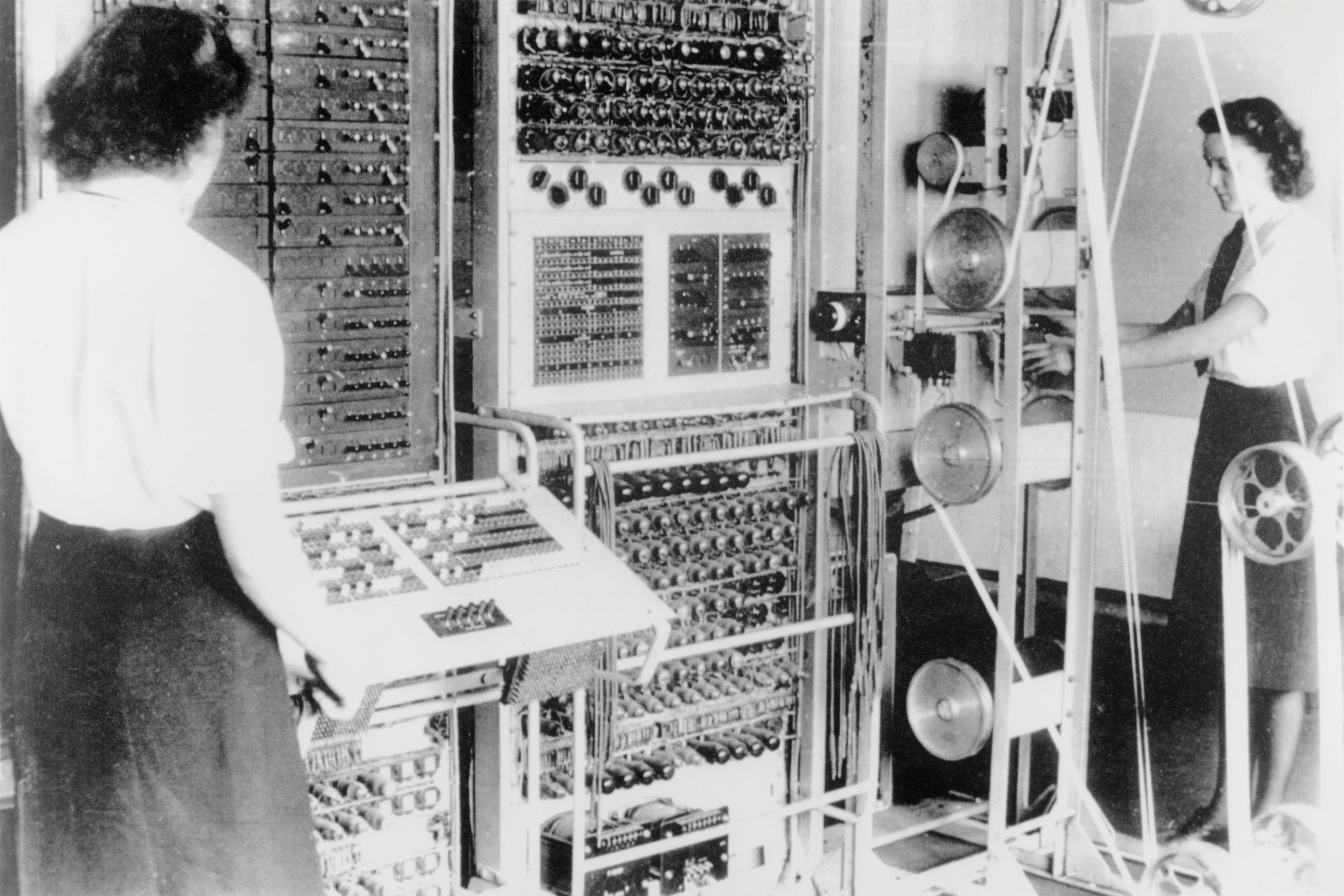
Ein Colossus Mark 2, der von Dorothy Du Boisson (links) und Elsie Booker (rechts) bedient wird (1943)

Caughey war 1923 das zweite weiße Baby, das in dem kenianischen Krankenhaus geboren wurde. Sie wuchs auf der abgelegenen Farm ihrer englischen Eltern auf und sprach bis zu ihrem Lebensende fließend Swahili. Ihre Familie unternahm mehrere Schiffsreisen nach England und auf einer dieser Reisen spielte sie mit dem Duke of York und der Herzogin von York.

## Kriegsdienst in England und Ausbildung
Vor Beginn des Zweiten Weltkriegs zog sie mit ihrer Familie nach England, wo sie im Alter von 14 Jahren erstmals eine Schule besuchte. Anschließend studierte sie Hauswirtschaft, bevor sie sich 1943 freiwillig beim Women's Royal Naval Service (WRNS) meldete. Sie wurde in Bletchley Park zum „Special Duties X“ abkommandiert, wo sie sich der Newmanry anschloss und ab Anfang 1944 am ersten elektronischen Computer Colossus arbeitete. Später übernahm sie die Verantwortung für den Fernschreiberraum der Newmanry, in dem Tunny-Nachrichten von der Hauptabhörstation in Kent empfangen wurden. Sie gehörte zu den Wrens, die verschlüsselte Nachrichten des deutschen Oberkommandos entzifferten.
Während ihrer Arbeit in Bletchley Park war für sie ein absolutes Schweigegelübde vorgeschrieben. Ihre eigene Mutter durfte nicht wissen, wo sie wohnte, und was ihre Tätigkeit war. Nach dem Ende des Zweiten Weltkriegs war sie 30 Jahre lang zur Geheimhaltung verpflichtet und konnte erst 1975 ihrer Familie von ihrer Tätigkeit in Bletchley berichten.

## Ausbildung zur Ergotherapeutin und Leben in den USA und Neuseeland
Nach dem Krieg besuchte sie das Dorset House in Oxford, wo sie eine Ausbildung zur Ergotherapeutin absolvierte. Nach Abschluss ihres Studiums arbeitete sie in einer psychiatrischen Klinik in Oxford.
Während eines Skiausflugs in die Schweiz lernte sie den Kinderarzt Ron Caughey kenn, den sie in Oxford heiratete. Kurz nach der Heirat zog sie mit ihrem Ehemann nach Philadelphia, wo er ein Stipendium für die Arbeit in einem Kinderkrankenhaus bekam. 1952 zog sie mit ihrer Familie nach Neuseeland, wo sie in Epsom lebten. Danach wohnten sie auf einem Anwesen in Remuera, wo ihre beiden Kinder aufwuchsen. Sie engagierte sich in der Pfadfinderinnenbewegung und war im Vorstand der YWCA in Auckland tätig. Nachdem ihr Ehemann 1975 gestorben war, wurde sie in den Vorstand der Child Health Foundation berufen. 1979 wurde zum Internationalen Jahr des Kindes erklärt und sie wurde zur Sprecherin für das „Kind in einer multikulturellen Gesellschaft“ ernannt. Sie gründete die Auckland Multicultural Society, deren Ziel es war, das Bewusstsein für den zunehmend multikulturellen Charakter der Stadt zu schärfen.
Sie war Mitglied der Friends of Tibet Society, der U3A und der Medical Historical Society. In Anerkennung ihres Engagements für die Gemeinschaft wurde sie 1994 als Member des Order of the British Empire (MBE) ausgezeichnet.
Sie starb im Alter von 84 Jahren im Krankenhaus von Auckland.
1994 veröffentlichte Caughey ihr autobiografische Buch World Wanderer, das vom britischen Verteidigungsministerium genehmigt wurde.
Im Jahr 2000 veröffentlichte die britische Regierung den 500 Seiten umfassenden General Report über Tunny und danach durfte die Geschichte von Colossus vollständig erzählt werden.

## Veröffentlichung
- World wanderer: Kenya to Bletchley Park to New Zealand. Auckland, N.Z, 1996, ISBN 978-1591405832.